# Soft tenis
Soft tenis (jap. ソフトテニス sofutotenisu, ang. Soft tennis) – dyscyplina sportowa rozgrywana od 1884 roku, azjatycka odmiana tenisa ziemnego, rozgrywana na korcie tenisowym, polegająca na przebijaniu rakietą tenisową piłki ponad lub obok siatki na pole przeciwnika, w sposób utrudniający jej odbiór.
Soft tenis jest zmodyfikowaną odmianą tenisa ziemnego, przywiezionego do Japonii pod koniec XIX wieku przez misjonarzy z zachodu. Jest to jeden z najpopularniejszych sportów Azji. Uprawia się go w trzydziestu pięciu krajach świata, a w samej Japonii gra w niego sześć milionów osób.

## Zasady gry

Kort do gry w tenisa ziemnego i soft tenisa

Zasady obowiązujące w soft tenisie są w większości takie same jak w tenisie ziemnym. Po raz ostatni zmiany w regulaminie wprowadzono w 1992 roku.
Soft tenis jest grą, którą można uprawiać na wolnej przestrzeni oraz w hali, na wszystkich typach nawierzchni. Może być rozgrywany pojedynczo (tzw. singel) lub w dwuosobowych zespołach zawodników jednej płci (debel) lub obu (mikst).
Sety w grze pojedynczej z reguły rozgrywa się do czterech wygranych gemów, natomiast sety w grze podwójnej i mieszanej do pięciu. W meczu najczęściej gra się do trzech lub pięciu setów. Przy stanie 3:3 w singlu i 4:4 w grach dwuosobowych ma miejsce tie-break nieróżniący się niczym od tie-breaka w tenisie ziemnym. Istnieją również warianty, w których spotkania toczą się do dwóch lub trzech zwyciężonych gemów lub składają się z piętnastu rozegranych piłek. W grze podwójnej i mieszanej zawodnicy podający wykonują po dwa serwisy na przemian, w przeciwieństwie do tenisa, w którym jedna osoba z pary serwuje przez całego gema.

### Sprzęt
Największą różnicą pomiędzy soft tenisem a tenisem ziemnym jest piłeczka, którą w azjatyckiej wersji wykonuje się z gumy i pompuje. Powinna ważyć około 30 gramów, mieć średnicę 6,6 cm i odbijać się na wysokość 70–80 cm podczas upuszczania z wysokości półtora metra. Główka rakiety tenisowej jest szersza i krótsza w porównaniu do sprzętu soft tenisowego. Siatka zawieszona nad kortem ma wysokość 107 cm.

### Wymiary kortu
Poniższa tabela prezentuje odległości zachowane pomiędzy liniami w profesjonalnym korcie do soft tenisa.
| Nazwa                          | Długość linii |
| ------------------------------ | ------------- |
| Szerokość boiska singlowego    | 8,23 m        |
| Szerokość boiska deblowego     | 10,97 m       |
| Długość boiska singlowego      | 23,77 m       |
| Długość boiska deblowego       | 23,77 m       |
| Linia serwisowa                | 8,23 m        |
| Długość linii kara serwisowego | 12,80 m       |
| Środkowa linii serwisowej      | 0.15 m        |

## Zawody soft tenisowe
W 1975 roku na Hawajach odbyły się pierwsze mistrzostwa świata w soft tenisie. Kolejne turnieje mistrzowskie odbywały się w cyklu dwuletnim, a od 1991 roku czteroletnim. Łącznie do końca XX wieku rozegrano dziesięć z zaplanowanych jedenastu zawodów o tytuł najlepszego zawodnika na świecie. W 2011 roku w Korei po raz czternasty tenisiści ubiegali się o tytuł. Poza tym regularnie odbywają się zawody o tytuły mistrza Europy czy mistrza kraju. Soft tenis jest lub był obecny na igrzyskach Azji Wschodniej, igrzyskach azjatyckich i igrzyskach południowoazjatyckich.

## System rankingowy
25 sierpnia 2012 Europejska Federacja Soft Tenisa opublikowała rankingi w pięciu konkurencjach: singlu mężczyzn i kobiet, deblu mężczyzn i kobiet, a także mikście. Najwyższe miejsce w grze pojedynczej mężczyzn zajmowali: Roman Fojtik, natomiast wśród kobiet numerem pierwszym była Ewelina Skaza. W grze podwójnej mężczyzn najlepsi byli Aleksander i Tomasz Matuszelańscy, a najlepszymi deblistkami były Katarzyna Sumińska i Ewelina Skaza. W mikście numerem pierwszym oznaczono Leę Szwedovą i Romana Fojtika.